# Agents of Mercy
Agents of Mercy (AoM) is een Zweedse muziekgroep die in 2008 is opgericht. De band ontstond toen Roine Stolt even genoeg had van The Flower Kings en ander materiaal wilde spelen. Hij vond steun bij Nad Sylvan van Unifaun. De muziek van The Flower Kings rust veelal op de muziek van Genesis en dat geldt ook voor die van Unitopia. Het eerste album liet dan ook een Genesisachtig geluid horen, versterkt omdat de stem van Sylvan lijkt op een ongepolijste Phil Collins. In juli 2011 werden de opnamen van een derde album aangekondigd onder de werktitel Architects of doom.
Typerend is dat de albums verschenen op Foxtrot Music genoemd naar Foxtrot van Genesis. 

## Discografie
- 2009: The fading ghosts of twilight
- 2010: The power of two, livealbum met Karmakanic
- 2010: Dramarama
- 2011: The black forest